# 葉馬德奇內
51°31′42″N 34°9′36″E / 51.52833°N 34.16000°E

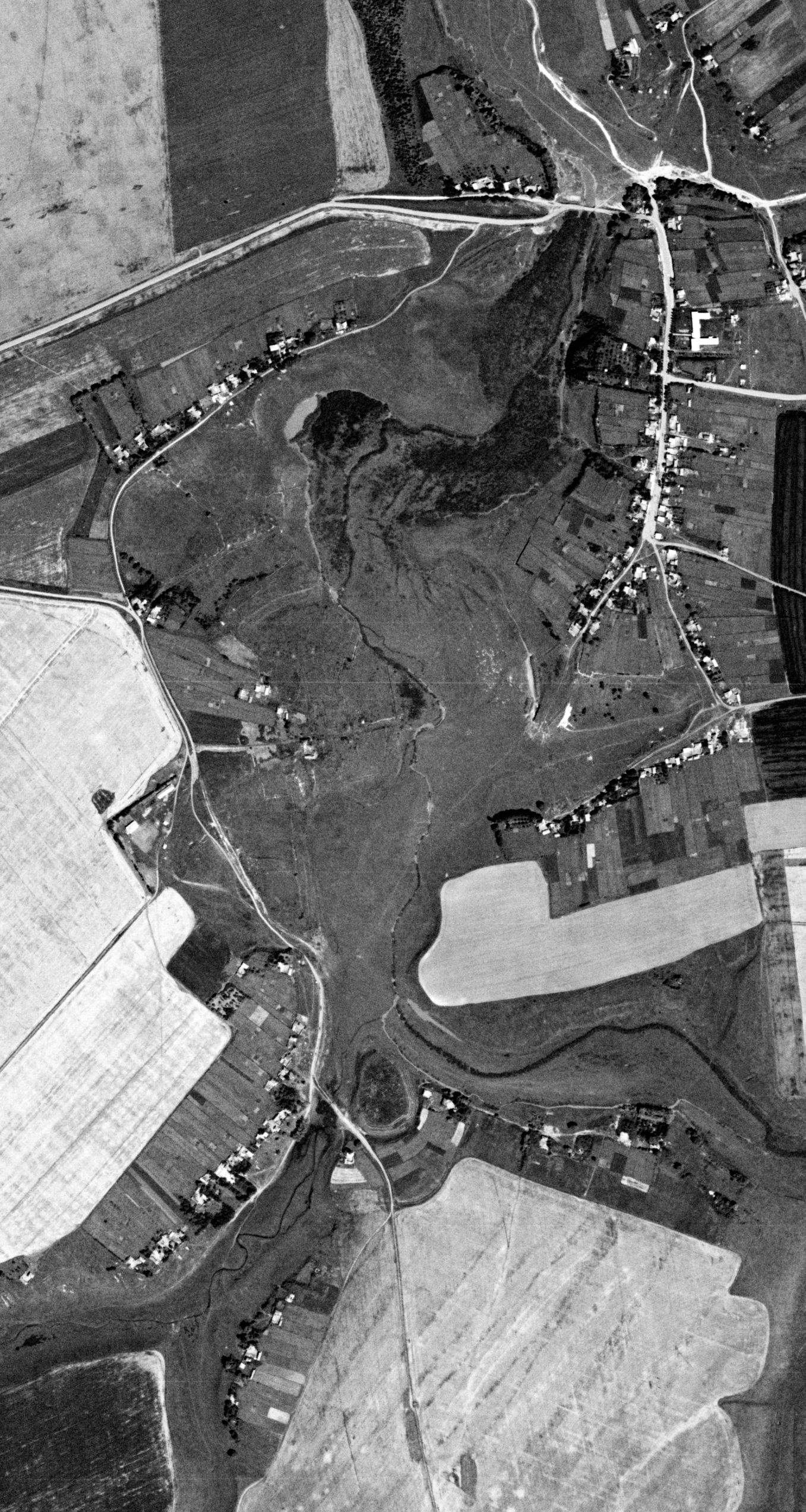
1972年时的卫星照片

葉馬德奇內（烏克蘭語：Ємадичине）是位於烏克蘭東北部的村莊，由蘇梅州紹斯特卡區的沙利希內市鎮負責管轄。該村處於拉普哈河畔，距離霍迪内2.5公里，海拔高度172米，2001年人口25。